# نشان زرین دولت کاتالونیا

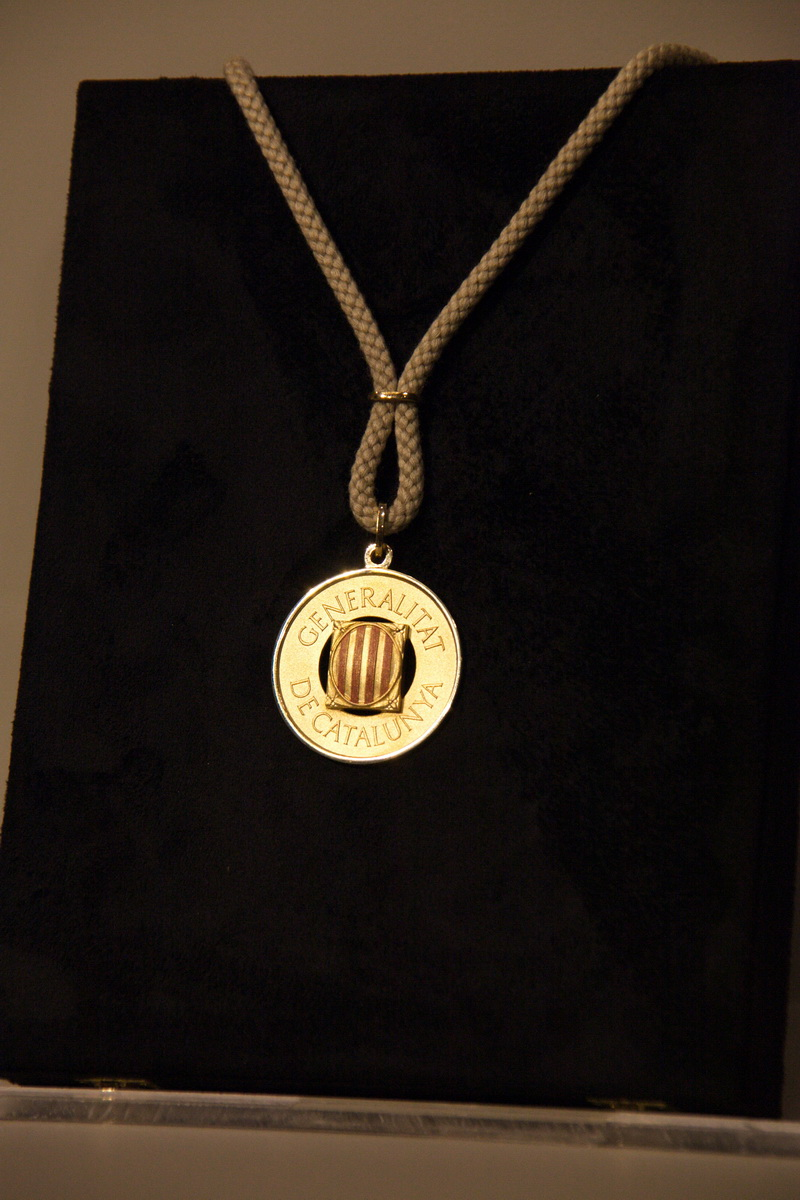
تصویری از «نشان زرین دولت کاتالونیا».

نشان زرین دولت کاتالونیا (کاتالونیایی: Medalla d'Or de la Generalitat de Catalunya) عالی‌ترین نشانِ افتخارِ «دولت خودمختار کاتالونیا» است که به مشارکت‌های برجسته و درخشانِ اشخاصِ حقیقی یا حقوقی، در زمینه‌های سیاسی، مدنی، اقتصادی، فرهنگی یا علمی اعطا می‌شود که موجب ارتقای آگاهی عمومی در زمینهٔ میراث فرهنگی کاتالان‌ها شده باشند.
این جایزه که در سال ۱۹۷۸ میلادی پایه‌گذاری شد، به همراهِ «جایزه کرئو د سن ژردی» و «جایزهٔ بین‌المللی کاتالونیا»، سه جایزه برجستهٔ ناحیه خودمختار کاتالونیا محسوب می‌شوند.